# Country Meets the Blues
Country Meets the Blues — студійний альбом американського джазового піаніста Рамсі Льюїса, випущений у 1962 році лейблом Argo.

## Опис
Альбом Country Meets the Blues піаніста Рамсі Льюїса був записаний під час двох сесій 2 і 3 серпня 1962 року на студії Bell Sound Studios в Нью-Йорку. Тут Льюїс грає зі своїм тріо з контрабасистом Елді Янгом та ударником Айзеком «Ред» Голтом. Матеріал альбому складається з інтерпретацій пісень та композицій в жанрах кантрі та блюз. Зокрема тут «St. Louis Blues» В. К. Генді, «Blueberry Hill» Фетса Доміно, «I Need You So» Айворі Джо Гантера, «I Just Want to Make Love to You» Віллі Діксона та ін.

## Список композицій
1. «Your Cheatin' Heart» (Генк Вільямс) — 2:59
2. «St. Louis Blues» (В. К. Генді) — 3:07
3. «Blueberry Hill» (Ел Льюїс, Вінсент Роуз, Ларрі Сток) — 2:43
4. «Country Meets the Blues» (Рамсі Льюїс) — 2:27
5. «Memphis in June» (Хогі Кармайкл, Пол Френсіс Вебстер) — 3:05
6. «High Noon» (Дмитро Тьомкін, Нед Вашингтон) — 4:46
7. «I Need You So» (Айворі Джо Гантер) — 3:21
8. «I Just Want to Make Love to You» (Віллі Діксон) — 2:45
9. «Tangleweed 'Round My Heart» (Форрест Ваєтт, Рой Келлі) — 3:24
10. «My Bucket's Got a Hole in It» (Кларенс Вільямс) — 1:56

## Учасники запису
- Рамсі Льюїс — фортепіано
- Елді Янг — контрабас
- Ред Голт — ударні
- Лью Дуглас — аранжування секції струнних інструментів
- Олівер Нельсон — аранжування дерев'яних духових інструментів

Технічний персонал
- Ральф Басс — продюсер
- Winbush Associates Inc. — обкладинка
- Ел Кларк — текст